# William Harrison Ainsworth
William Harrison Ainsworth, född 4 februari 1805 i Manchester, död 3 januari 1882 i Reigate, var en brittisk författare.
Han var en tidig mentor åt Charles Dickens. Hans mest kända verk var Rookwood, Guy Fawkes eller krutsammansvärjningen och The Lancashire Witches.